# Annopol (powiat przasnyski)
Annopol – wieś w Polsce położona w województwie mazowieckim, w powiecie przasnyskim, w gminie Przasnysz.
Wieś wchodzi w skład sołectwa Cierpigórz.
Wierni Kościoła rzymskokatolickiego należą do parafii św. Stanisława Kostki w Przasnyszu.
W latach 1975–1998 miejscowość administracyjnie należała do województwa ostrołęckiego.
W Annopolu przy lasku, stoi według tradycji, figurka z XV w. W tym właśnie miejscu była w XV w. cegielnia, w której wyrabiano cegły – z nich wybudowano m.in. kościół Farny w Przasnyszu.
Pod koniec XVIII wieku w tym miejscu był las. Około 1830 roku osada Annopol znajdowała się na miejscu obecnych skrajnych kolonii Gostkowa. W 1884 roku posiadała już 8 osad i folwark należący do dóbr Leszno z 1 drewnianym i murowanym budynkiem. Około 1934 roku było 5 numerów. Obecnie jest tam 16 posesji i 91 mieszkańców.
W Annopolu 8 maja 1918 urodził się sierżant Edward Dobrzyński ps. „Orzyc” – żołnierz wyklęty, członek AK i Narodowego Zjednoczenia Wojskowego.